# Segorbe
Pour les articles homonymes, voir Sogorb (homonymie).
Segorbe, en castillan et officiellement (Sogorb en valencien), est une commune d'Espagne de la province de Castellón dans la Communauté valencienne. Elle est le chef-lieu de la comarque de l'Alto Palancia. Elle est située dans la zone à prédominance linguistique castillane.

## Géographie

Localisation de Segorbe
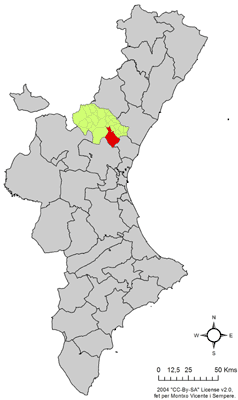
dans la Communauté valencienne.
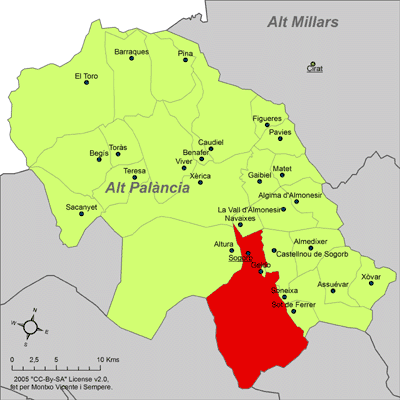
dans la comarque de l'Alto Palancia.

### Localités limitrophes
Altura, Castellnovo, Geldo, Jérica, Navajas, Soneja, Sot de Ferrer et Vall de Almonacid dans la province de Castellón et Alfara de Algimia, Algar de Palancia, Algimia de Alfara, Gátova, Serra et Torres Torres dans la province de Valence.

## Histoire
En 1861, Meléndez, un photographe espagnol, de passage à Segorbe, prit une photographie de la Lune en utilisant un procédé techniquement inédit. Il fit don de sa photographie à l'Observatoire de Paris en 1876.

## Monuments et sites

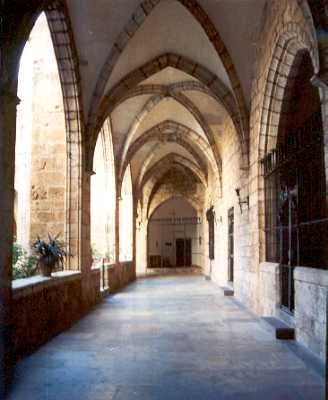
Cathédrale (Cloître).

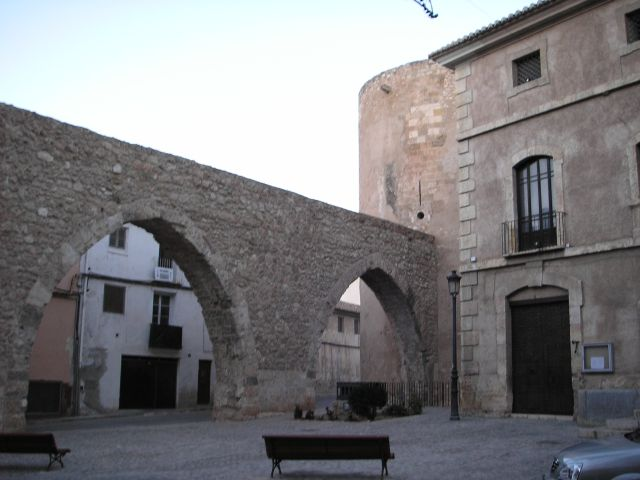
L'aqueduc, le musée et la tour du botxí (bourreau en valencien).

### Monuments religieux
- Cathédrale, siège du diocèse local.
- Musée de la cathédrale de Segorbe : nombreux retables et tableaux allant du XIVe au XIXe siècle.

### Monuments civils
- Ensemble de la muraille et de l'aqueduc
- Arco de la Verónica
- Torré del botxí (Tour du bourreau) Elle est appelée ainsi parce qu'elle servait de résidence au bourreau (qui se dit botxí en valencien). Elle est de corps cylindrique, d'une hauteur de 17,30 m.. Sa partie inférieure, jusqu'à la hauteur de 8,30 m. est massive et le corps supérieur dans sa partie interne a la forme d'un hexagone sectionné et couvert par une voûte en croisée d'ogives. Su construction a dû être faite autour du XIVe siècle.
- Torre de la cárcel (Tour de la prison) Cette tour du XIVe siècle est située à côté d'une des anciennes portes de la cité. Extérieurement, elle est de plan cylindrique avec un corps inférieur de plus grand diamètre et probablement plus primitif que le corps supérieur, où se trouvent les cellules qui furent utilisées comme prisons. Le second corps a un diamètre de 8,70 m. Elle est divisée intérieurement en deux étages de section octogonale, avec des voûtes de croisée d'ogives de style gothique, des meurtrières et une communication avec la terrasse par un escalier en colimaçon inséré dans le mur. La hauteur totale est de 21,30 m.
- Ayuntamiento (Mairie)
- Castillo de la estrella
- Fuente de los cincuenta caños (Fontaine aux cinquante robinets)
- Musée municipal

## Personnalités liées à la commune

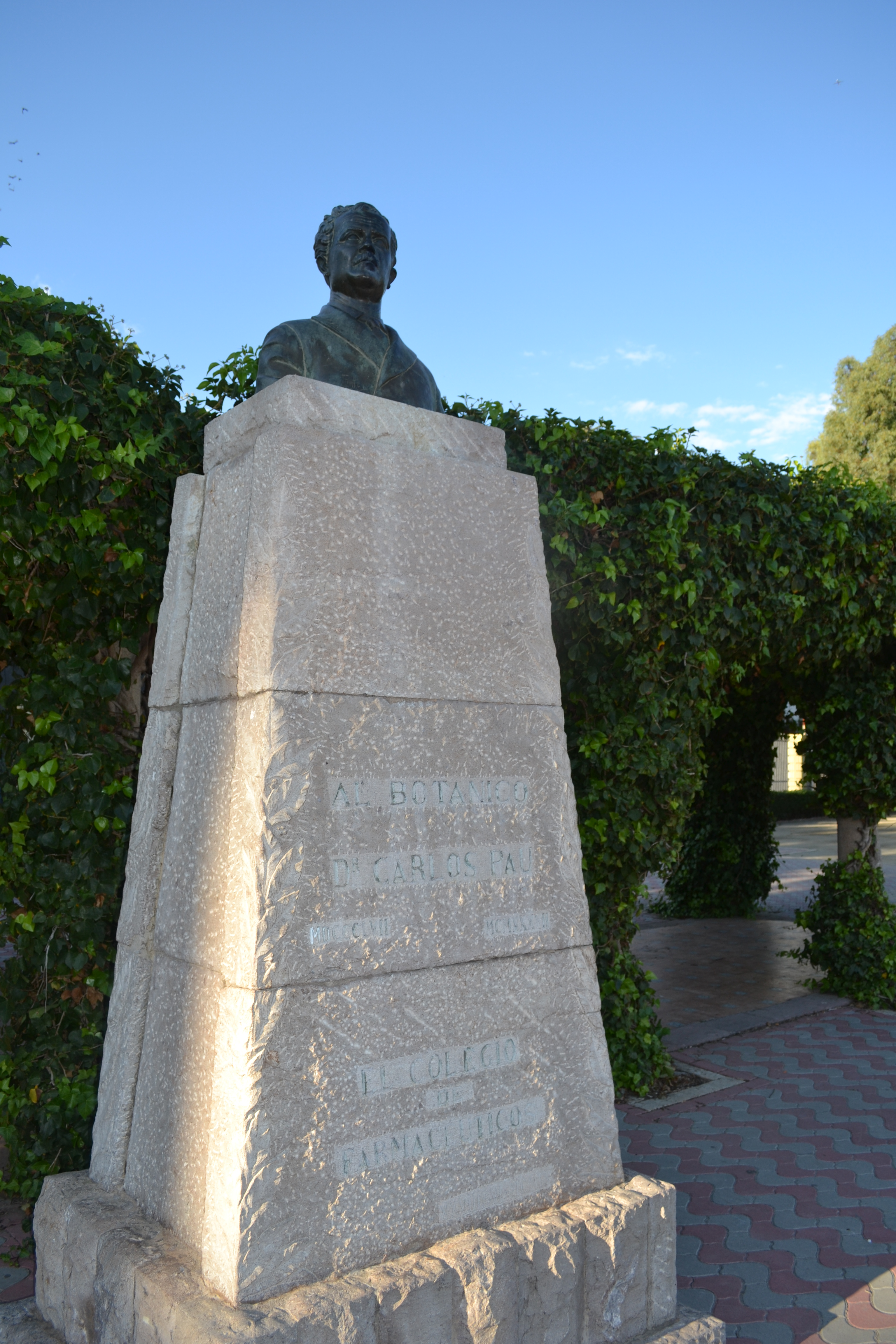
Buste de Carlos Pau Español.

- José Jimeno Agius (1835-1901), homme politique né à Segorbe ;
- Carlos Pau Español (1857-1937), botaniste né et mort à Segorbe ;
- Vicente Peris (1478-1522), meneur de l'armée des agermanats durant la révolte des Germanias, né à Segorbe.

## Jumelage
Segorbe est jumelé avec :
- Andernos-les-Bains (France)
- Nussloch (Allemagne)

## Galerie

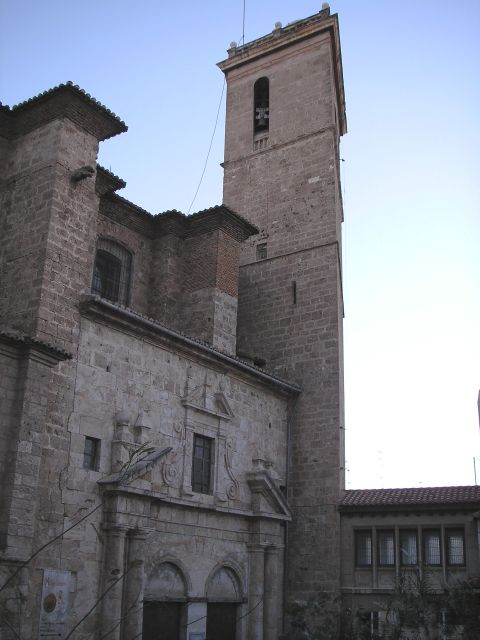
La cathédrale avec la tour de plan trapézoïdal.
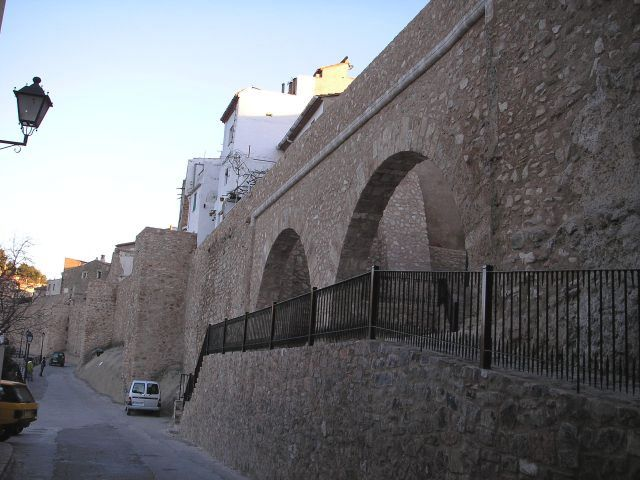
Vue de la muraille et d'une partie de l'aqueduc avec le portail del Barrimoral.
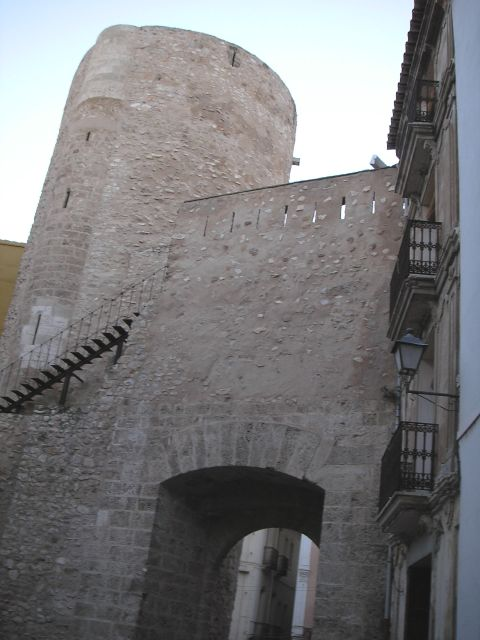
La tour de la prison et le portail de Teruel.
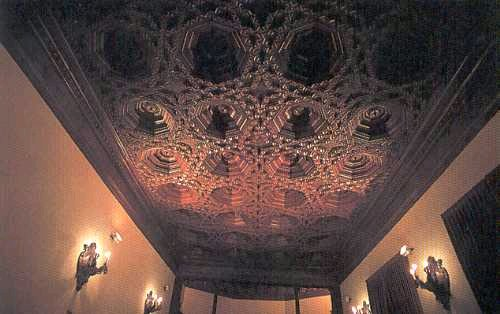
Mairie. Salle des conseils.